# روح اژدها
روح اژدها ( به انگلیسی Spirit of the Dragon و به چینی 龍在江湖 李小龍傳奇 ) عنوان یک مجموعه تلویزیونی است که در سال ۱۹۹۲ میلادی بر روی آنتن رفت . این سریال در پیرامون بروس لی ساخته شده است .

## درباره سریال
- دیوید ویو نقش بروس لی را در این مجموعه بازی می کند .
- این مجموعه از ۳۰ اپیزود ( هر اپیزود ۴۵ دقیقه ) تشکیل شده است .[۲]

## بازیگران
| بازیگر             | نقش             |
| دیوید ویو          | بروس لی         |
| جوئی منگ           | 方霏            |
| استر کوان          | 葉惠明          |
| لاو کار-لیونگ      | 李百川          |
| جینی تم(譚筠怡)    | لیندا لی کالدول |
| جکی لیو (呂頌賢)   | 石小虎          |
| نیک چنگ            | 唐發            |
| ادی کو             | 嚴星南          |
| موک کا-یین(莫家堯) |                 |
| استفن آیو          |                 |
| کانگ وو            |                 |